# Franc Žličar
Franc Žličar (tudi Schlitschar), slovenski katoliški duhovnik in prevajalec, * 23. september 1839, Šentjur, † 4. marec 1867, Slivnica pri Celju.

## Življenje in delo
Rodil se je očetu Jurju Žličerju in materi Uršuli (roj. Zupanc). Gimnazijo je obiskoval v Celju, nato študiral bogoslovje v Maribor in bil 1862 posvečen. Od 1863 je bil kaplan v Vitanju, Kalobju in Braslovčah. Zaradi tuberkuloze je bil 1. februarja 1867 upokojen.
V bogoslovju je bil med sodelavci rokopisnega lista Lipica, prve tri letnike (1860–1862) je tudi urejal in zanje še kot kaplan prispeval pesmi in prozo. Lipica je bila po Žličarjevi zaslugi močno narodno in slovensko usmerjena (prvo leto celo z rubriko Slavjani). Več spisov je objavil tudi v Drobtinicah (1861–1862), med drugim svoj življenjepis, prevod življenjepisa albanskega državnika Skenderbega, nekrolog sošolcu Jazbecu, članek o vzgoji in drugo. Pomemben je Žličarjev skrajšani prevod znamenite knjige slovaškega pesnika, filologa in politika Ludovíta Štúre O národních písních a pověstech plemen slovanských (Praga, 1853), ki je izšel v 3. zvezkih Geršakove Citalnice (1866) z naslovom O narodnih pesmih in pripovedkah slovanskih narodov.